# Cryphia remanei
Cryphia remanei là một loài bướm đêm trong họ Noctuidae.